# Hart im Zillertal
Hart im Zillertal é um município da Áustria, situado no distrito de Schwaz, no estado do Tirol. Tem 35,53 km² de área e sua população em 2019 foi estimada em 1.584 habitantes.